# Cyrtodactylus miriensis
Cyrtodactylus miriensis — вид ящірок з родини геконових (Gekkonidae). Описаний у 2021 році.

## Назва
Видовий епітет miriensis посилається на округ Мірі, де виявлені типові зразки виду.

## Поширення
Ендемік Малайзії. Поширений у штаті Саравак на півночі Калімантану.